# بني عمير

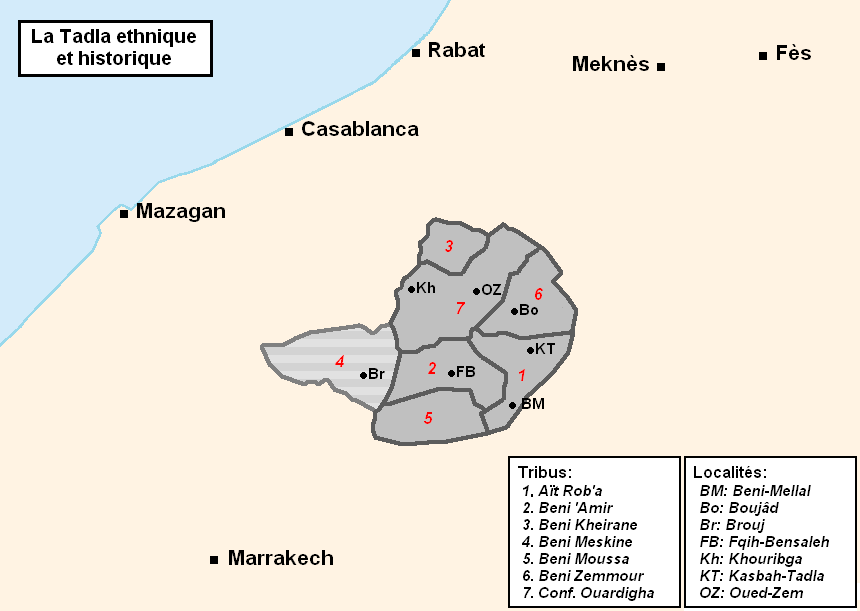

بني عمير هي قبيلة هلالية استوطنت المغرب في القرن الثاني عشر وتعد جزء من حلف قبائل تادلا.